# Casa de las Monjas
Casa de las Monjas es un barrio rural (pedanía) de Albacete (Castilla-La Mancha, España) situado al sur de la ciudad.

## Geografía
Se encuentra al sur del municipio de Albacete, entre las localidades de Tobarra y Pozo Cañada. Muy bien comunicada, dada su cercanía a la autovía A-30 (Madrid-Murcia).

## Economía
Su economía está dedicada principalmente al cultivo de viñedos, olivo y cereal. Antiguamente era rica en ganado, recientemente desaparecido.

## Población
En los últimos años, la pedanía ha sufrido una fuerte emigración, quedando gran parte de las viviendas, como residencias de veraneo. En 2017 contaba con 24 habitantes, 11 varones y 13 mujeres.

## Fiestas
Su patrón es San Joaquín, y sus fiestas se celebran el último fin de semana de agosto, aunque en los últimos dos años se han alargado toda la semana anterior. Dichas fiestas incluyen, entre otras actividades, un torneo de clasificación nacional de tiro al plato y una carrera de galgos también en competición nacional. Tradicional es la competición de tractor con arada, en el que cada año los hombres de la pedanía, compiten por ver quien de ellos es el más ágil al volante, y tomando como referencia un pino y campo a través, hay que llegar haciendo el surco más recto; hay que decir que es un espectáculo muy curioso, y el cual congrega buena parte de público. 
Recientemente, se ha recuperado la procesión a San Joaquín, el domingo por la mañana, con una gran devoción entre jóvenes y mayores.
Mención merece también el campeonato de tortilla de patata, que ya se ha convertido en un clásico de las fiestas, llegando incluso a adornarlas de tal manera que da pena comérselas. Muy curiosa es también la cena de platos típicos de la comarca, ya que cada vecino prepara de forma individual un plato típico y lo comparte con los demás vecinos, probando todos los platos, y acompañados de buen vino manchego. La paella gigante del domingo también es sonada, los churros con chocolate, el bingo, las cucañas y gincanas infantiles, y los bailes.

## Fauna y flora
En sus montes habita una fauna muy rica y variada de reptiles, como la culebrilla ciega, la coronela meridional o la culebra de escalera. De las aves destacan el ratonero común, el cernícalo vulgar, la urraca, la golondrina, el mochuelo y el águila culebrera. De entre los mamíferos cabe destacar el conejo, la liebre, el erizo, la ardilla, el jabalí y el zorro.
- Datos: Q5755232